# Seuillet
Seuillet ist eine französische Gemeinde mit 483 Einwohnern (Stand 1. Januar 2022) im Département Allier in der Region Auvergne-Rhône-Alpes (vor 2016 Auvergne). Sie gehört zum Arrondissement Vichy und zum Kanton Saint-Pourçain-sur-Sioule.

## Geografie
Seuillet liegt etwa zehn Kilometer nordnordöstlich von Vichy. Umgeben wird Seuillet von den Nachbargemeinden Billy im Nordwesten und Norden, Saint-Félix im Norden und Nordosten, Magnet im Osten, Bost Südosten, Creuzier-le-Neuf im Süden und Südwesten sowie Saint-Germain-des-Fossés im Westen und Nordwesten.
Durch die Gemeinde führt die Route nationale 209.

## Bevölkerungsentwicklung
| Jahr                       | 1962 | 1968 | 1975 | 1982 | 1990 | 1999 | 2006 | 2011 | 2019 |
| Einwohner                  | 325  | 354  | 265  | 325  | 385  | 418  | 462  | 497  | 492  |
| Quellen: Cassini und INSEE |      |      |      |      |      |      |      |      |      |

## Sehenswürdigkeiten
- Kirche Saint-Martial aus dem 12. Jahrhundert, Monument historique seit 1945

Siehe auch: Liste der Monuments historiques in Seuillet

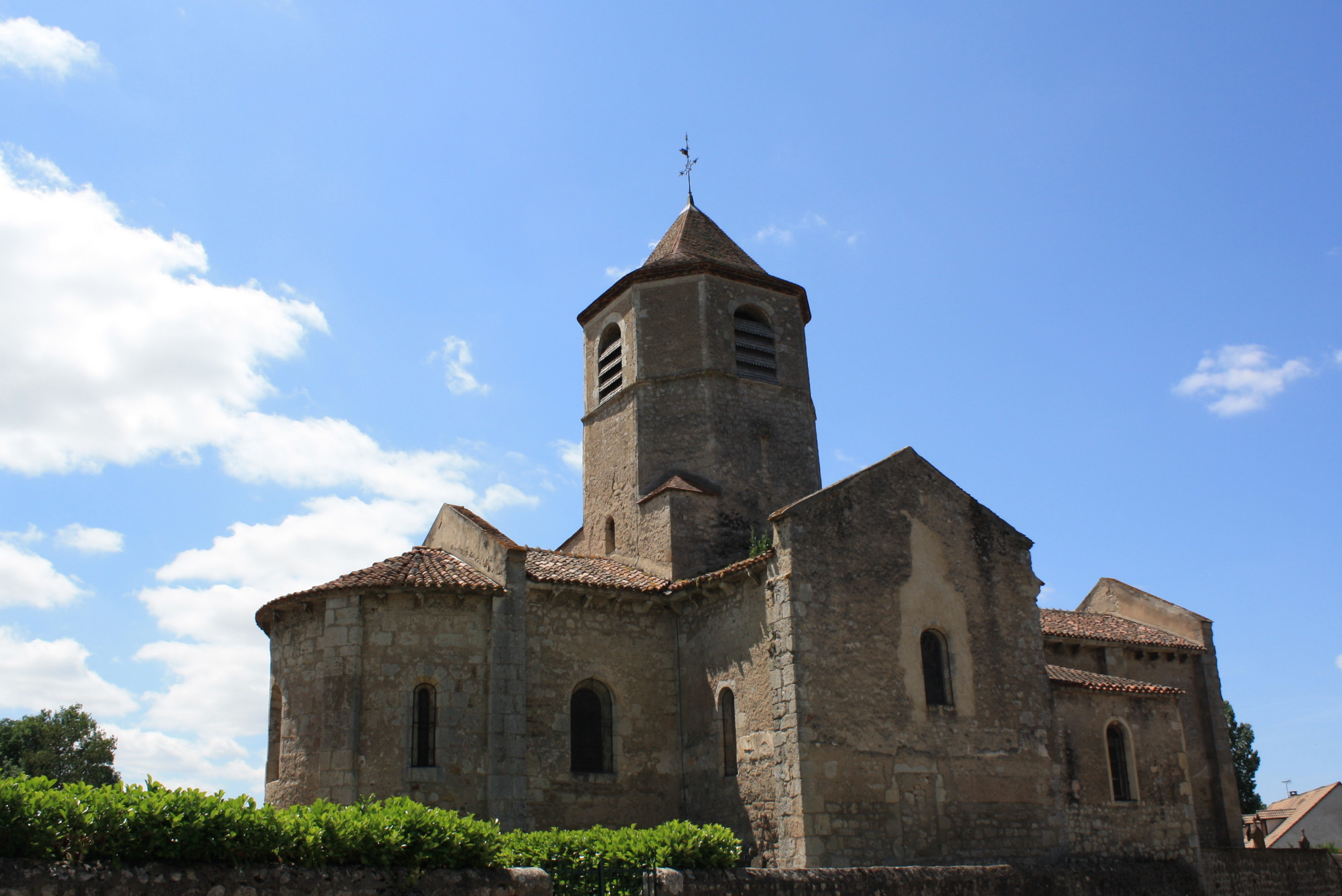
Kirche Saint-Martial